# (121132) Garydavis
(121132) Garydavis est un astéroïde de la ceinture principale.

## Description
(121132) Garydavis est un astéroïde de la ceinture principale. Il fut découvert le 8 mai 1999 aux Monts Santa Catalina par le projet Catalina Sky Survey. Il présente une orbite caractérisée par un demi-grand axe de 2,34 UA, une excentricité de 0,11 et une inclinaison de 7,2° par rapport à l'écliptique.
Il est nommé d'après un contributeur de la mission OSIRIS-REx dont l'objet est l'étude de l'astéroïde (101955) Bénou.